# Sigumpar Barat
Sigumpar Barat is een bestuurslaag in het regentschap Toba Samosir van de provincie Noord-Sumatra, Indonesië. Sigumpar Barat telt 439 inwoners (volkstelling 2010).